# Дардания (Европа)
 Тази статия е за областта на Балаканите.  За областта в Анатолия вижте Дардания (Мала Азия).  
Дардания е историческа област на Балканите, римска и византийска провинция (3 – 4 век). Обхваща днешно Косово, включвайки и части от Поморавието, Северна Македония и Северна Албания. Областта попада под римска власт през 28 г. пр.н.е., ставайки гранична част от римска Мизия с Илирик и Македония.

## История
Документалните източници от древността споменават съществуването на Дардания като независимо царство от втората половина на 4 век пр.н.е. Тогава територията ѝ отговаря приблизително на османската провинция Косово. Тя включва днешно Косово и се простира до горното течение на Вардар на юг и до Южна Морава на изток. Населението ѝ, съставено отчасти от роби, е предимно земеделско. През тази епоха е създаден Дамастион – първият град на Илирийско царство, който сече собствени сребърни монети.
За известно време Дардания има за своя столица Скупи. Царството събира няколко племена, най-значителното, сред които е племето на дарданите. Идентифицирани са и други племена: галабри, тунати и т. нар. алпийски дардани.
Царството Дардания е наследствена монархия. От документални източници се разбира, че дарданската армия е редовна, под командване на царя. През втората половина на 4 век нейна основна единица е фалангата, съставена от 8000 бойци. Пехотинците са тежко въоръжени.
Дардания продължава да съществува като независима държава дълго след изчезването на царствата Илирия и Антична Македония и превръщането им в римски провинции в 168 г. пр. Хр. Към онзи момент дарданите са съюзници на Рим. Впоследствие отношенията с империята се влошават до такава степен, че през 84 г. пр.н.е. дарданите окупират част от римската провинция Македония и нападат Делфи. През периода 76 – 72 г. пр.н.е. легионите на  Гай Скрибоний Курион
слагат край на съществуването на царството Дардания. С реформите на Диоклециан Дардания е обособена в отделна римска провинция със столица Найсус (дн. Ниш).

- Карта на илирийски племена
- Кралство Дардания
- Древните Балкани през 4 век
- Римски провинции
- Дардания и Косово